# 1994 en aéronautique
Chronologie de l'aéronautique
- 1990
- 1991
- 1992
- 1993
- 1994
- 1995
- 1996
- 1997
- 1998

Cet article présente les faits marquants de l'année 1994 en aéronautique.

## Événements

### Janvier
- 3 janvier : un Tupolev Tu-154 de la compagnie aérienne russe Baïkal s'écrase peu après le décollage à Irkoutsk ; 120 morts.
- 20 janvier : un Airbus A340-200 d'Air France est détruit à l'aéroport Roissy - Charles-de-Gaulle, lors d'un incendie qui ne fait ni victimes, ni blessés[1].

### Mars
- 23 mars : le vol 593 Aeroflot Russian International Airlines qui faisait la liaison Moscou - Hong Kong s'écrase en Russie après que le pilote a laissé son fils aux commandes. Le pilote automatique se désactive lorsque l'enfant touche le manche mais personne ne s'en rend compte et l'avion commence à piquer du nez. Lorsque les pilotes s'en aperçoivent, il est trop tard. Les 75 personnes à bord de l'Airbus A310 trouvent la mort dans la catastrophe.
- 27 mars : premier vol du chasseur Eurofighter 2000.

### Avril
- 26 avril : à Nagoya au Japon, le crash durant l'approche du vol 140 de China Airlines, un Airbus A300, fait 264 morts parmi les 271 passagers et membres d'équipage.

### Mai
- 17 mai : premier vol de l'avion de tourisme russe Iliouchine Il-103.

### Juin
- 12 juin : premier vol du Boeing 777.
- 24 juin : sur la base aérienne de Fairchild, Washington, États-Unis, un B-52H Stratofortress s'écrase tuant ses quatre membres d'équipage lors d'un vol d'entraînement en vue d'un meeting aérien.
- 30 juin : à Toulouse, un Airbus A330 s'écrase lors d'un vol d’essai. Après un décollage à un centrage très arrière, en vol de montée à forte assiette, l’équipage effectue une simulation de panne du moteur gauche après avoir engagé le pilote automatique. 7 tués : un commandant de bord (chef pilote d’essais à Airbus Industrie), un copilote, un ingénieur navigant d’essais et quatre observateurs (deux pilotes de ligne Alitalia) et deux cadres technico-commerciaux d’Airbus Industrie.

### Juillet
- 1er juillet : le vol Air Mauritanie s'écrase à l'atterrissage à Tidjikja en Mauritanie puis prend feu. Il y aura 13 survivants parmi les 93 personnes à bord du Fokker F-28.
- 5 juillet : inauguration de la compagnie aérienne américaine Frontier Airlines.

### Août
- 21 août : dans la localité de Tizounine, le crash d'un ATR-42 de la compagnie Royal Air Maroc fait 44 morts. L'hypothèse d'un suicide du pilote n'est pas écartée, bien que contestée par le syndicat des pilotes marocains.

### Septembre
- 4 septembre: Mise en service de l'aéroport international du Kansai, construit sur une île artificielle, dans la baie d'Ōsaka, au Japon.
- 8 septembre : le vol USAir 427, un Boeing 737 qui faisait la liaison Chicago-Pittsburgh devient incontrôlable à cause d'un problème sur la gouverne de direction. Il s'écrase à Aliquippa faisant 132 victimes, exactement dans les mêmes conditions que le 737 d'United Airlines. le 3 mars 1991. C'est le crash d'un autre 737 de Eastwind Airlines le 6 juin 1996 (n'ayant pas fait de victimes) qui permettra de découvrir la défaillance constitutionnelle de l'unité de contrôle des gouvernes des 737, après la plus longue enquête de l'aviation civile.
- 12 septembre : Frank Eugene Corder s'écrase avec un Cessna 150 sur la pelouse de la Maison-Blanche.
- 14 septembre : premier vol de l’Airbus A300-600 ST Beluga.

### Octobre
- 12 octobre : le vol 746 Iran Aseman Airlines s'écrase contre une montagne près de son aéroport de départ à Natanz en Iran. L'accident fera 66 victimes.